# Jugoslávie na Letních olympijských hrách 1980
Jugoslávii na Letních olympijských hrách 1980 v Moskvě reprezentovalo 164 sportovců, z toho 136 mužů a 28 žen. Nejmladším účastníkem byl veslař Josip Reić (14 let, 362 dní), nejstarším pak sportovní střelec Franc Peternel (47 let, 258 dní). Reprezentanti vybojovali 9 medailí, z toho 2 zlaté, 3 stříbrné a 4 bronzové.

## Medailisté
| Medaile | Jméno | Sport      | Disciplína                  |
| ------- | --- | ---------- | --------------------------- |
| Zlato   | Slobodan Kačar | Box        | lehká těžká váha            |
| Zlato   | Andro Knego Branko Skroce Dragan Kićanović Dražen Dalipagić Duje Krstulović Krešimir Ćosić Mihovil Nakić Mirza Delibašić Rajko Žižić Ratko Radovanović Željko Jerkov Zoran Slavnić                                               | Basketbal  | Turnaj mužů                 |
| Stříbro | Zoran Pančić Milorad Stanulov | Veslování  | Muži dvojskif               |
| Stříbro | Radmila Drljača Katica Iles Slavica Jeremić Vesna Milošević Vesna Radović Rada Savić Ana Titlić Zorica Vojinović Mirjana Ognjenović Biserka Višnjić Svetlana Anastasowski Svetlana Dasić-Kitić Mirjana Durica Jasna Kolar-Merdan | Házená     | Turnaj žen                  |
| Stříbro | Zoran Roje Milorad Krivokapić Zoran Gopcevic Boško Lozica Predrag Manojlović Zoran Mustur Milivoj Bebić Damir Polić Ratko Rudić Slobodan Trifunović Luka Vezilić                                                                 | Vodní pólo | turnaj mužů                 |
| Bronz   | Radomir Kovačević | Judo       | Muži nad 95 kg              |
| Bronz   | Šaban Sejdiu | Zápas      | volný styl do 68 kg         |
| Bronz   | Zlatko Celent Duško Mrduljaš Josip Reić | Veslování  | Muži dvojka s kormidelníkem |
| Bronz   | Mirsada Becirspahić Mira Bjedov Vesna Despotović Vera Đurašković Zorica Durković Jelica Komnenović Biljana Majstorović Vukica Mitić Sanja Ozegović Sofija Pekić Jasmina Perasić Marija Tonković                                  | Basketbal  | Turnaj žen                  |